# Valle de Alay
El Valle de Alay (en Kirguís: Алай өрөөнү) es un valle amplio y seco que corre de este a oeste en la mayor parte del sur de Osh, una provincia de Kirguistán. Tiene unos 180 kilómetros de este a oeste y unos 40 km de norte a sur y entre 2500 y 3500 m de altitud. En el lado norte está la Sierra Alay que baja hasta el valle de Fergana. En el lado sur esta la cordillera de Trans-Alai a lo largo de la frontera con Tayikistán, con el Pico Lenin (7134 m).
El Kyzyl-Suu (Oeste) (Río Rojo) Kyzyl-Suu (este) fluyen desde Irkestam a Kashgar y drenan el valle, que fluye hacia el oeste, en el lado norte.